# Ізотов Володимир Вікторович
Володимир Вікторович Ізотов (рос. Владимир Викторович Изотов, нар. 10 вересня 1955, Москва, СРСР) — радянський актор театру і кіно, поет, художник-самоучка і пейзажист. Найбільше відомий по ролі Васеньки Сарафанова в фільмі «Старший син» (1975).

## Біографія
Володимир Ізотов народився 10 вересня 1955 року в Москві.

### Вступ доГІТІСу(1973—1977)
У 1973 році Володимир вступив на акторський факультет ГІТІСа (курс А. А. Гончарова), студентом грав в епізодах і масових сценах у спектаклях театру імені Маяковського. Коли режисер Віталій Мельников побачив молодика на одній із студентських вистав, він одразу зрозумів, що перед ним Сарафанов-молодший, настільки майбутній актор йому здався інтелігентним, наївним, одухотвореним та м'якосердим.
Віталій Мельников розумів, що якщо студенту Володимиру десь не вистачить майстерності актора, то він сторицею окупить це своєю органічністю та схожістю характеру з героєм Олександра Вампілова. І він не прогадав — такий живий, мечний, закоханий і мучиться від свого кохання юнак навряд чи вийшов би краще у когось іншого.
На знімальний майданчик фільму «Старший син» актора привела помічниця акторів кіностудії «Ленфільм» Тетяна Бузян. Претендент на роль Васеньки Сарафанова відразу сподобався режисерові.
|  | «Я понял, что даже если по профессии этот мальчик еще не всему научился, то по облику и по типажу другого такого мне не найти» — згадує Віталій Мельников. |

У всьому образі актора-початківця відчувалася порода і вгадувалося дворянське походження. Зріст — 185 сантиметрів, високий лоб, тендітна статура. Віталій Мельников затвердив Володимира на роль із першого разу! Цього режисера взагалі можна назвати відкривачем талантом.

### Початок праці в Театрі на Малій Бронній і кіно (1977—1991)
У 1977 році Володимир закінчив ГІТІС і почав працювати в Театрі на Малій Бронній.
За 14 років служіння в Театрі на Малій Бронній Володимиром було зіграно близько 30 ролей, переважно невеликі ролі. У кіно перша помітна роль Васеньки Сарафанова у фільмі «Старший син» (реж. Віталій Мельников, 1975), після зіграв ще кілька помітних ролей, серед них — Ромуальд у фільмі «Ярославна, королева Франції» (реж. Ігор Масленников, 1978), Антон Крецу у фільмі «Здрастуйте, я приїхав!» (реж. Михайло Бадикяну, 1979) та Олександр Єршов у фільмі «Ключ» (реж. Олексій Коренєв, 1980).
Деякі фільми за його участю зняті на плівку шосткинського підприємства «Свема».

### Відхід з театру і зникнення (1991)
У травні 1991 року Володимир написав заяву про звільнення з театру за власним бажанням. Після відходу з театру він перестав зніматися в кіно, його остання роль у фільмі жахів «Кровопивці» (1991), хоча не остання, в 2004 році він брав участь у масовці зйомок детективного телесеріалу «Мисливці за іконами», для зйомок серіалу йому робили грим — накладні довгі волосся, вуса і борода. Після виходу з театру також перестав відповідати на запрошення про зйомки.
За деякими свідченнями, Володимир навіть знищив усе, що нагадувало йому про акторську професію, наприклад — альбом із фотографіями.
Версій відходу Володимира було дві:
Одна — любовна драма, друга версія — Володимир почав сильно пити і його попросили. Обидві версії не виключають одна одну і часто перетинаються.
Ходила версія на рівні апокрифу, що Володимир доглядав хворого друга. Той помер від СНІДу, а Володимира вигнали із театру за прогули.
Але 1987 рік — це рубіжна точка в долі Володимира.
Після цього року йдуть лише чутки та домисли. Наприкінці 1990-х він ходив влаштовуватись у невеликий театр, але його взяли через нетверезий вигляд. Хтось бачив Володимира біля метро. Хтось бачив, що він працює заправником на бензоколонці.
А хтось звертався до комп'ютерної бази даних і дізнавався, що єдиний Володимир, який народився в 1955 році, пішов із життя. Але знову ж таки є версія, що Володимир давно не проживає в квартирі, яка йому колись належала.
Ще деякий час продовжував спілкуватися з близькими друзями, серед яких була акторка Світлана Крючкова, з якою він познайомився ще на зйомках фільму «Старший син».
19 серпня 2018 року на сайті «Кіно-Театр.РУ» на сторінці обговорення Володимира з'явилося повідомлення від користувачки «Єлена, сусідка (Москва)»:
|  | «Я бывшая соседка Володи, встретила его в метро. Он обрадовался и сказал, что остался один, все друзья давно «свалили», а он долго ухаживал за близким другом, умершим от СПИДа, за что был уволен из театра, потом он грустно улыбнулся и вышел на остановке...». |

Користувачка «Ірія Гай» відповіла на це повідомлення:
|  | «Спасибо, что написали! Слава Богу, живой!». |

22 травня 2022 року Володимир вперше за 30 років з'явився у студії шоу «Зірки зійшлися» на телеканалі «НТВ», випуск за його участю присвячений зламаним долям акторів. Там він заявив, що живе один у двокімнатній квартирі у спальному районі Москви, не працює, давно не спілкується зі своїми колегами, живе на подачки, харчується пиріжками з кульбаб і кропиви, ліпить фігурки з глини, пише вірші і музику.

## Особисте життя
Особисте життя у Володимира не складалося. Він часто закохувався в гарних дівчат, які мали на думці тільки його московську квартиру. Друзі та знайомі відгукуються про актора як людину дуже доброю, чуйною, яка завжди могла прийти на допомогу у скрутну хвилину, але надто довірливою, тому вони завжди турбувалися, що Володимир може стати жертвою обману.
Був тричі одружений. Має доньку Анастасію, вихованням якої не займався і з якою спілкується рідко.
- Двоюрідна сестра — Вероніка Ізотова (акторка) (нар. 1960)[15].

## Творчість

### Ролі у театрі

#### «Московський драматичний театр на Малій Бронній»
- «Одруження», Н. В. Гоголь (постановка А. В. Ефроса)[16]
- «Жорстокі ігри», А. Н. Арбузов (постановка Л. К. Дурова) — Терентій
- «Чарівник Смарагдового міста», А. Волков (інсценування та постановка І. І. Судакової) — добрий сусід; помічник фокусника; перший мешканець чарівної країни; боягузливий лев
- «Веранда в лісі», І. Дворецький (постановка А. В. Ефроса) — Коля
- «Три сестри», А. П. Чехов (постановка А. В. Ефроса) — Володимир Карлович Роде, підпоручик[17]
- «А все-таки вона крутиться?..», А. Хмелік (постановка Л. К. Дурова) — Павлов
- «Вовки і вівці», А. Н. Островський (постановка А. Л. Дунаєва) — Мурзавецький
- «Попелюшка», Е. Шварц (постановка Л. К. Дурова) — принц
- «Ксантіппа і цей, як його…», С. Альошин (постановка Л. К. Дурова) — учень
- «Вальпургієва ніч, або кроки Командора», В. Єрофєєв (постановка В. М. Портнова) — Пашка Єрьомін, комсорг 3-ї палати
- «Голий король», Є. Шварц (постановка В. Н. Драгунова) — секретар
- «Ви чиє, старе?..», Б. Васильєв (постановка Є. Н. Лазарєва) — юнак
- «Мати Ісуса», А. Володін (постановка В. М. Портнова) — житель міста
- «Дон Жуан», Ж. Б. Мольєр (постановка А. В. Ефроса) — Гусман
- «Татуйовані душі», Г. Стефановскі (постановка С. Унковскі (СФРЮ) — татуювальник
- «Весельчаки», Н. Саймон (постановка К. Худякова та Л. Дурова)
- «Одна калорія ніжності», Г. Данаїлов (постановка Г. Р. Сайфуліна) — Стефан

### Фільмографія
- 1975 — «Старший син» — Васенька Сарафанов, син Андрія Григоровича Сарафанова
- 1977 — «Поєдинок в тайзі» — білий офіцер в кепі з загіну Іллі Федотовича
- 1978 — «Вечір спогадів» (телеспектакль) — Євген Сведомський в юнацтві[18]
- 1978 — «Ярославна, королева Франції» — Ромуальд, мандрівний лицар, що дав обітницю мовчання
- 1979 — «Здрастуйте, я приїхав!» — Антон Лаврентійович Крецу, випускник політехнічного ВУЗу, інженер-механік
- 1979 — «Варвари» (телеспектакль) — Степан Данилович Лукін, студент, племінник Івакіна
- 1979 — «Дачне життя» (телеспектакль) — кузен Саша
- 1980 — «Ключ» — Олександр Єршов, чоловік Жені Степанової
- 1981 — «Чесний, розумний, неодружений...» — Толік, друг Артема Дольникова, човняр
- 1983 — «Відпустка по пораненню» (телеспектакль) — Саша
- 1983 — «Я готовий прийняти виклик» — офіцер
- 1986 — «Лунін, або смерть Жака» (телеспектакль) — мундир на балу
- 1987 — «Мегре у міністра» (телеспектакль) — Рене Фалк, секретар Маскулена
- 1991 — «Кровопивці» — епізодична роль (в титрах вказаний як «В. Ізотов»)[19]
- 2004 — «Мисливці за іконами» — епізодична роль в масовці (в титрах вказаний як «В. Ізотов»)

### Телебачення
| Назва                  | Випуск                                             | Брав участь як:   | Телеканал       | Рік  |
| ---------------------- | -------------------------------------------------- | ----------------- | --------------- | ---- |
| «Таємниці нашого кіно» | «Старший син»                                      | об'єкт розповідей | «ТВЦ»           | 2015 |
| «Таємниці кіно»        | «Старший син»                                      | об'єкт розповідей | «Москва Довіра» | 2017 |
| «Зірки зійшлися»       | «На дні: історія знаменитостей на грані виживання» | гість студії      | «НТВ»           | 2022 |

## Факти
- У Володимира Ізотова вуса — пірамідальні.
- У Володимира Ізотова є тезка — Володимир Миколайович Ізотов (нар. 29 квітня 1959, Ленінград), теж актор, знявся в фільмах «День на двох» (1985), «Далекий голос зозулі» (1985) і «Державний кордон. Рік сорок перший» (1986)[20], на всіх сайтах в фільмографії справжнього Володимира вказано, що він знімався в цих фільмах, але це був не він, а лише тезка. В теперішній час — кореспондент Санкт-Петербурга[21].